# Đa Minh Maria Đinh Đức Trụ
Đa Minh Maria Đinh Đức Trụ (1909 – 1982)  là một Giám mục Công giáo Việt Nam. Ông là Giám mục tiên khởi của Giáo phận Thái Bình và cai quản giáo phận này trong suốt 22 năm, từ khi thiết lập giáo phận năm 1960 đến năm 1982.
Ông sinh tại Nam Định, từ sớm đã đi theo con đường tu trì bằng cách theo học tại các Chủng viện Công giáo khác nhau. Sau 14 năm tu học, ông được phong chức linh mục, và lần lượt đảm nhận các chức vụ khác nhau như quản lý các giáo xứ, giám đốc trường thầy giảng Hưng Yên và giáo sư, linh hướng chủng viện Mỹ Đức.
Từ năm 1954, Đinh Đức Trụ trở thành Giám quản Địa phận Thái Bình. Tòa Thánh chính thức bổ nhiệm ông làm Đại diện Tông Tòa Thái Bình tháng 3 năm 1960 và giám mục Tiên khởi Giáo phận Thái Bình từ tháng 11 cùng năm. Thời kỳ làm giám mục, ông quan tâm đến việc đào tạo giáo sĩ và phong chức cho các linh mục. Ông qua đời tháng 6 năm 1982.

## Tu tập
Giám mục Đa Minh Đinh Đức Trụ sinh ngày 15 tháng 10 năm 1909 tại Phú Nhai, xã Xuân Phương, huyện Xuân Trường, tỉnh Nam Định, thuộc Giáo phận Bùi Chu.
Năm 16 tuổi (1925), cậu bé Trụ được gia đình cho nhập học tại Tiểu chủng viện Ninh Cường và học tiếng Latinh tại đây. Để tiếp nối công việc tu học, mùa thu năm 1931, cậu tiếp tục theo học phân môn Triết học tại Đại chủng viện thánh Alberto Nam Định. Sau khi học xong Triết, năm 1933, chủng sinh Đinh Đức Trụ được cho đi thực tập tại Đông Chú và Đồng Lạc thuộc xứ Đồng Quan. Năm 1934, chủng sinh Trụ trở lại Đại chủng viện tiếp tục học phân môn Thần học trong vòng bốn năm sau đó.

## Thời kỳ linh mục
Sau quá trình tu học lâu dài, chủng sinh Đinh Đức Trụ được thụ phong linh mục ngày 23 tháng 5 năm 1938. Sau khi được truyền chức, tân linh mục được cử đi coi sóc các xứ Vĩnh Phúc, Thái Bình, Cao Xá, Lương Điền và Võng Phan. Từ năm 1945 cho đến năm 1948, linh mục Đa Minh Trụ đảm nhận vai trò giám đốc trường thầy giảng Hưng Yên, sau đó là giáo sư và linh hướng Chủng viện Mỹ Đức.
Năm 1954, ông bắt đầu nhiệm vụ của linh mục Giám quản Hạt đại diện Tông Tòa Thái Bình.
Cuộc di cư năm 1954 đã mang đi hầu hết thành quả mà các giáo sĩ và tín đồ Công giáo Thái Bình xây dựng trong nhiều thế kỷ và đây cũng là giai đoạn khó khăn nhất của giáo phận, với sự thiếu thốn nhân sự dẫn tới tình trạng gần như ngừng hẳn các hoạt động tôn giáo. Vì thế một trong những ưu tiên hàng đầu của linh mục Đinh Đức Trụ là đào tạo nhân sự truyền giáo bằng việc mở cửa tiểu chủng viện Mỹ Đức để tiếp nhận các ứng sinh vào học và thụ phong linh mục cho các chủng sinh đã đủ điều kiện nhằm khôi phục và tổ chức lại các hoạt động tôn giáo. Năm 1956, ông khai giảng trường Mỹ Đức, đón nhận tất cả các con em trong giáo phận về học. Trong niên khoá đầu tiên năm học 1956 – 1957, số lượng học sinh khoảng 350 em.

## Thời kỳ Giám mục
Ngày 5 tháng 3 năm 1960, Tòa Thánh loan tin Giáo hoàng ra quyết định bổ nhiệm linh mục Đa Minh Maria Đinh Đức Trụ làm Đại diện Tông Tòa Hạt Đại diện Tông Tòa Thái Bình (quen gọi là Địa phận Thái Bình). Ngày lễ Truyền Tin (ngày 25 tháng 3 năm 1960), ông được Giám mục Giuse Maria Trịnh Như Khuê tấn phong Giám mục tại Hà Nội với khẩu hiệu Giám mục là "Lính tốt của Chúa Kitô – Bonus Miles Christi". Trong Tông hiến thành lập hàng giáo phẩm Công giáo Việt Nam, ông được nhắc đến với chức vụ Giám quản Tông Tòa Hạt Đại diện Tông Tòa Thái Bình.
Ngày 16 tháng 7 năm 1960, Giám mục Đa Minh Trụ đã truyền chức linh mục cho bốn thầy giảng gồm: Giuse Maria Đinh Bỉnh (sau là Giám mục Giuse Maria kế vị ông) (1922), Giuse Bùi Văn Cẩm (1931), Joachim Trần Đức Uyên (1901), Giuse Vũ Văn Vân (1897). Ngày 10 tháng 11 năm 1960, Tân giám mục Đại diện Tông Tòa Bùi Chu Giuse Maria Phạm Năng Tĩnh cùng tùy tùng đêm khuya âm thầm đến Tòa Giám mục Thái Bình để truyền chức giám mục. Giám mục Trụ chính là giám mục tấn phong cho vị giám mục Tân cử.
Ngày 24 tháng 11 năm 1960, Tòa Thánh thiết lập Hàng Giáo Phẩm Việt Nam, ông trở thành Giám mục chính tòa đầu tiên của Giáo phận Thái Bình. Trong thời kỳ này, ông không thể cho thiết lập các trường đào tạo linh mục công khai. Chính vì vậy, ông quyết định âm thầm đào tạo các chủng sinh. Năm 1965, bốn chúng sinh đã được thụ phong linh mục. Tháng 1 năm 1968 lại có thể hai tân linh mục. Sau thời kỳ khốn khó này, chủng viện Mỹ Đức được mở cửa trở lại và đào tạo khóa 1972 – 1977, làm gia tăng số linh mục. Trong hoàn cảnh khó khăn, giám mục Trụ dùng nhiều phương thức khác nhau để đến thăm các giáo dân, các cách thức này đến nay còn lưu truyền. Năm 1967, một nhóm người đã đột nhập Văn Khố Tòa Giám Mục và lấy đi hoặc đốt sạch các giấy tờ, kể cả Sắc lệnh thành lập Giáo phận.
Giám mục Đinh Đức Trụ giữ vai trò Giám mục chính tòa Giáo phận Thái Bình cho đến khi qua đời ngày 7 tháng 6 năm 1982, hưởng thọ 73 tuổi..

## Tính cách
Giám mục Đa Minh Maria Đinh Đức Trụ là người có đạo đức, chịu khó; khôn ngoan, sáng suốt trong lãnh đạo; hiền từ, bình dân trong giao tiếp; hăng say, quên mình trong phục vụ; can đảm, cương quyết trong trách nhiệm.

## Tông truyền
Giám mục Đa Minh Maria Đinh Đức Trụ được tấn phong giám mục năm 1960, thời Giáo hoàng Gioan XXIII, bởi:
- Giám mục Chủ phong: Giuse Maria Trịnh Như Khuê, Đại diện Tông Tòa Hạt Đại diện Tông Tòa Hà Nội.

Giám mục Đa Minh Maria Đinh Đức Trụ là Giám mục Chủ phong cho giám mục:
- Năm 1960, giám mục Giuse Maria Phạm Năng Tĩnh, hiện đang là cố giám mục chính tòa Giáo phận Bùi Chu.

Giám mục Đa Minh Maria Đinh Đức Trụ là Giám mục Phụ phong cho giám mục:
- Năm 1979, giám mục Giuse Maria Đinh Bỉnh, hiện đang là cố Giám mục chính tòa Giáo phận Thái Bình.